# Alcínoe
En la mitología griega, hay varios personajes femeninos llamados Alcinoe o Alcínoe (Ἀλκινόη).
- Una Alcínoe era hija de Pólibo y esposa de Anfíloco,[1] hijo de Drías.[2] Habiendo retenido el salario a una pobre obrera llamada Nicandra, Alcinoe fue castigada por Atenea, que le inspiró una violenta pasión por Janto,[3] natural de Samos. Por seguir a Janto, Alcínoe abandonó a su marido y a sus hijos; pero en el camino, atormentada por los remordimientos, se arrojó al mar.

- En Tegea había una estatua de otra Alcínoe en el altar de Atenea, y se la honraba como ninfa.

## Enlaces externos

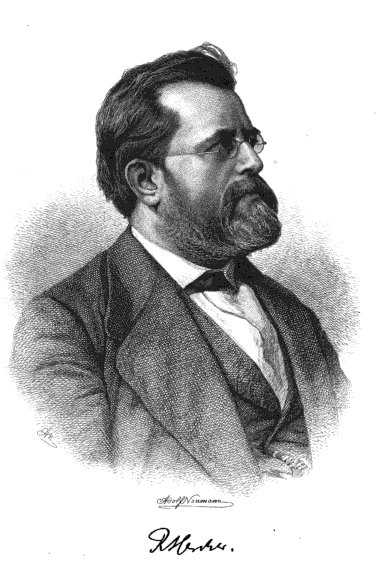
Retrato de Rudolf Hercher empleado en el frontispicio de un libro suyo (ed. 1881) de ensayos sobre Homero.